# Palijiwka (obwód kirowohradzki)
Palijiwka (ukr. Паліївка) – wieś na Ukrainie, w obwodzie kirowohradzkim, w rejonie nowoukraińskim, w hromadzie Mała Wyska. W 2021 liczyła 932 mieszkańców.